# 15465 Buchroeder
15465 Buchroeder è un asteroide della fascia principale. Scoperto nel 1999, presenta un'orbita caratterizzata da un semiasse maggiore pari a 3,0673624 UA e da un'eccentricità di 0,0899944, inclinata di 1,52565° rispetto all'eclittica.